# Princess Tower

Princess Tower, 2014.

Princess Tower – budynek mieszkalny znajdujący się w Dubaju. Wieżowiec został ukończony w 2010 roku i ma 107 pięter i 414 m wysokości. Budynek zdobył tytuł najwyższego budynku mieszkalnego na świecie. Wg stanu na grudzień 2022 jest czwarty na świecie w tej kategorii.

Princess Tower (wieżowiec w centrum z półokrągłą "czapką z antenką") na tle tzw.The Tallest Block w Dubaju, 2016.

## Galeria

Princess Tower
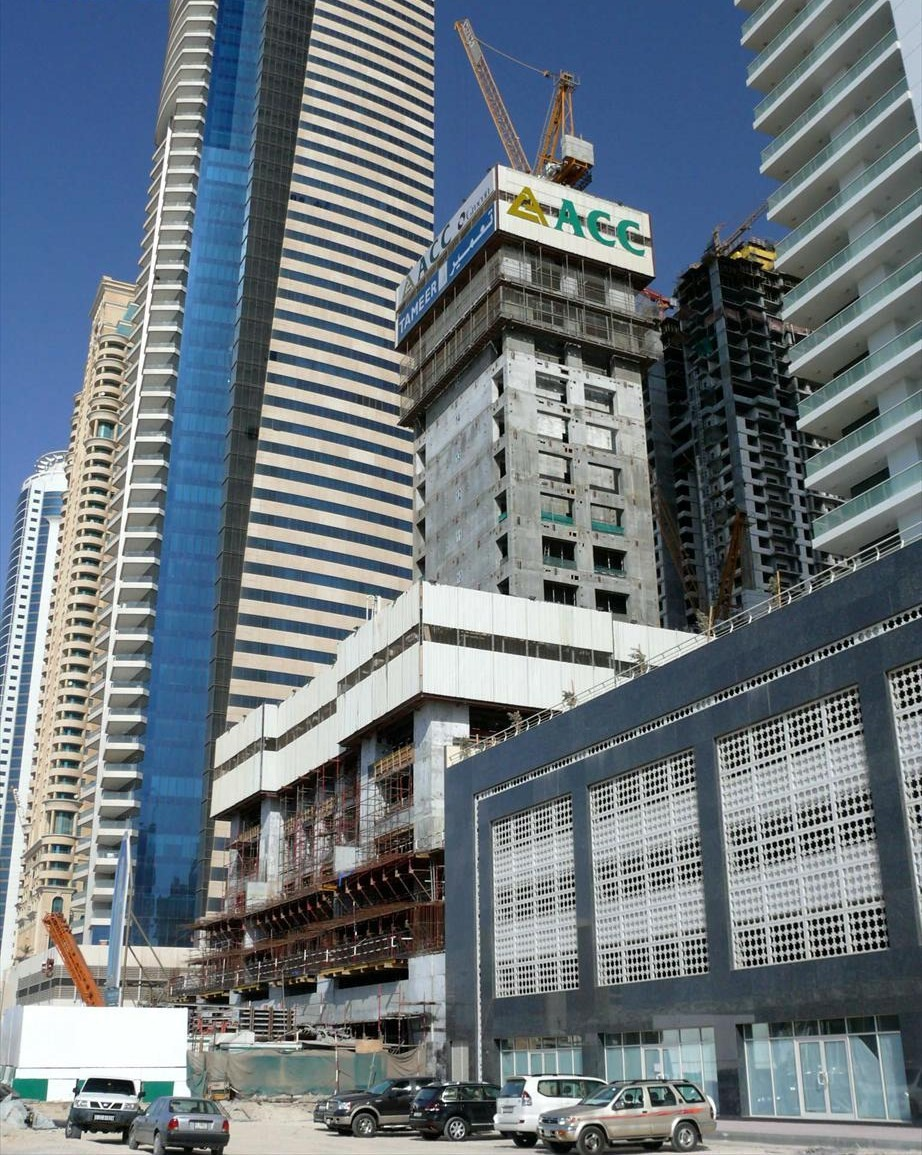
w trakcie budowy, 2008
widok z dołu pod koniec budowy, 2010
widok z dołu pod koniec budowy, 2010
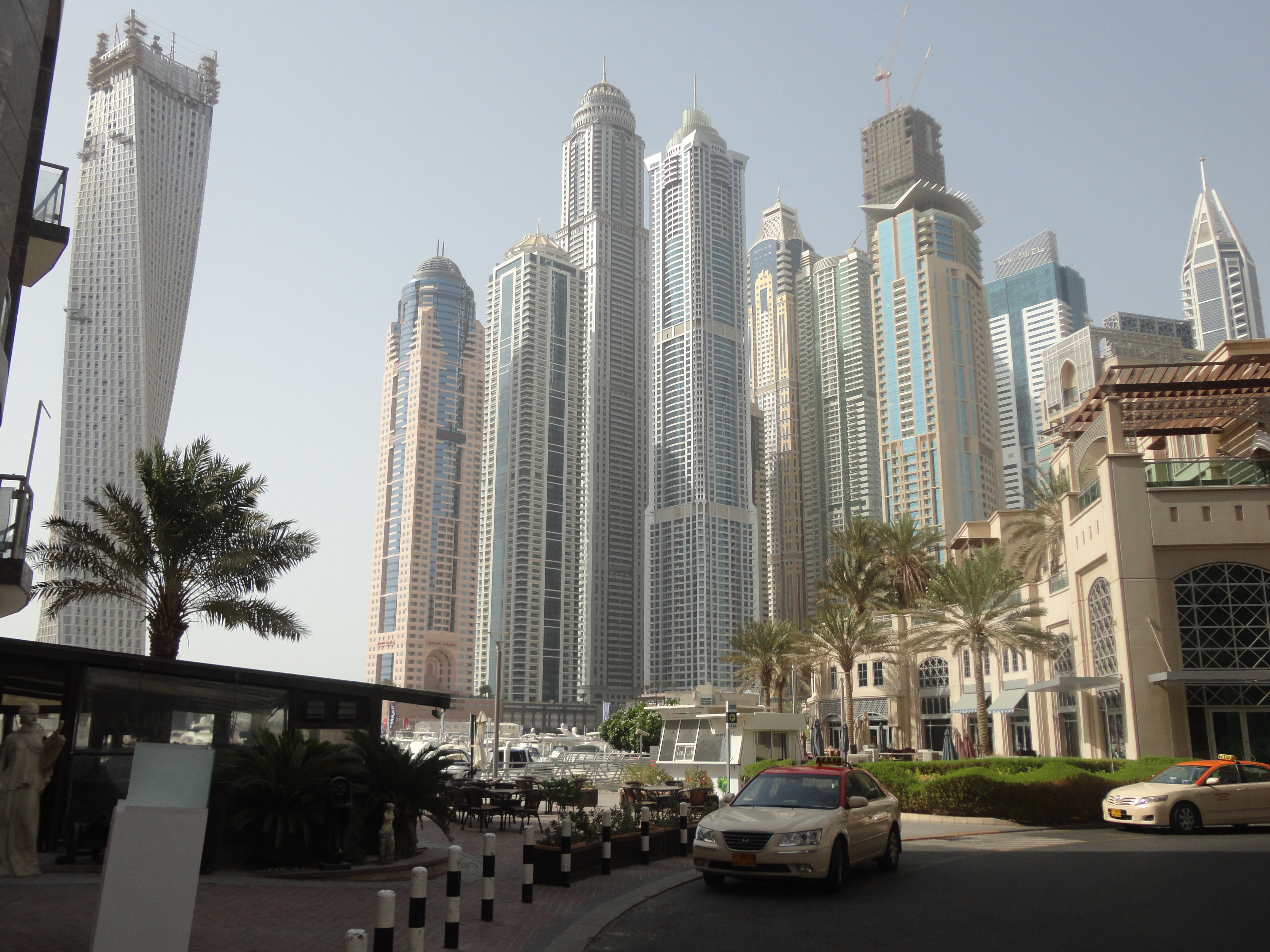
na tle Dubai Marina (4 od lewej), 2012